# Curtiss XF15C
Curtiss XF15C là một mẫu thử tiêm kích động cơ hỗn hợp của Hoa Kỳ trong thập niên 1940.

## Tính năng kỹ chiến thuật
Đặc điểm tổng quát
- Kíp lái: 1
- Chiều dài: 44 ft 0 in (13.41 m)
- Sải cánh: 48 ft 0 in (14.63 m)
- Chiều cao: 15 ft 3 in (4.65 m)
- Diện tích cánh: 37.16 ft2 (400 m2)
- Trọng lượng rỗng: 12.648 lb (5.739 kg)
- Trọng lượng có tải: 16.630 lb (7.543 kg)
- Động cơ: 1 × Pratt & Whitney R-2800-34W, 2.100 hp (1.566 kW)

1 × Allis-Chalmers J36, lực đẩy 2.700 lbf (12,26 kN)
Hiệu suất bay
- Vận tốc cực đại: 469 mph (755 km/h)
- Tầm bay: 1.385 dặm (2.228 km)
- Vận tốc lên cao: 5.020 ft/min (25,5 m/s)

Vũ khí trang bị
- 4 × pháo 20 mm (.79 in)